# 茨城県立常陸大宮高等学校
茨城県立常陸大宮高等学校（いばらきけんりつ ひたちおおみやこうとうがっこう）は、茨城県常陸大宮市野中町にある県立高等学校。

## 概要
いずれも常陸大宮市内に位置した茨城県立大宮高等学校、茨城県立大宮工業高等学校、茨城県立山方商業高等学校の3校が統合された学校。

## 設置学科
- 全日制課程
  - 普通科
  - 機械科
  - 情報技術科
  - 商業科

### 統合前にあった学科
茨城県立大宮工業高等学校
- 建築科
- 設備工業科
- 土木科
- 工業化学科

茨城県立大宮高等学校
- 普通科

茨城県立山方商業高等学校
- 商業科

## 沿革
- 1935年4月 - 大宮町立大宮実践女学校設置。
  - 1948年5月 - 同校が茨城県立水戸第二高等学校大宮分校となる。
  - 1960年4月 - 大宮分校が独立、茨城県立大宮高等学校となる。
- 1969年4月 - 茨城県立山方商業高等学校開校
- 1974年4月 - 茨城県立大宮工業高等学校開校
- 2006年4月 - 茨城県立大宮高等学校と茨城県立大宮工業高等学校が統合され茨城県立常陸大宮高等学校開校。大宮高等学校と大宮工業高等学校は生徒募集を停止。
- 2008年3月 - 茨城県立大宮高等学校と茨城県立大宮工業高等学校が閉校。
- 2010年4月 - 茨城県立常陸大宮高等学校と茨城県立山方商業高等学校が統合して（新）茨城県立常陸大宮高等学校開校。茨城県立山方商業高等学校は生徒募集を停止。
- 2013年3月 - 茨城県立山方商業高等学校が閉校。
- 2019年10月 - 藍澤証券とインターンシップや金融リテラシー教育などで連携協定を締結[1]。

## 所在地
- 茨城県常陸大宮市野中町3257-2（JR水郡線常陸大宮駅から徒歩25分）